# Malesherbia

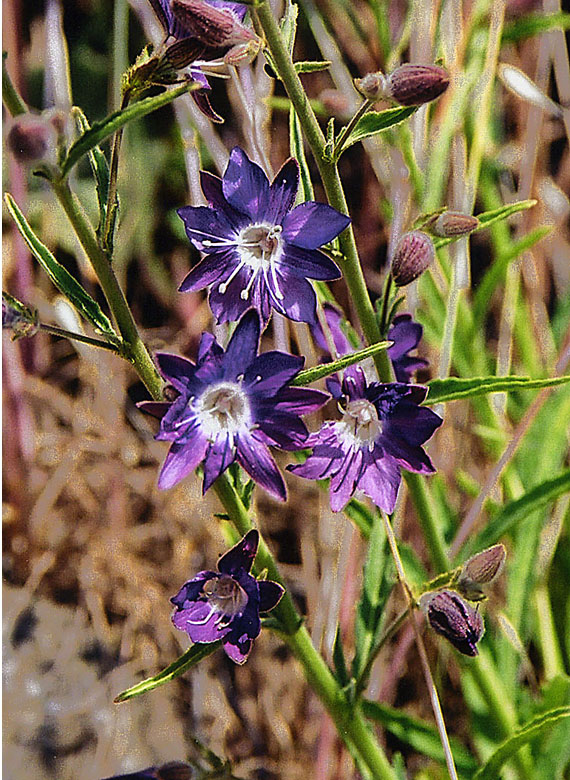
Malesherbia linearifolia

Malesherbia Ruiz et Pavon – rodzaj roślin z rodziny męczennicowatych (Passifloraceae). Obejmuje co najmniej 21 gatunków (dokładnie 24 według innych źródeł) występujących na suchych siedliskach wzdłuż wybrzeża Oceanu Spokojnego w Ameryce Południowej oraz na suchych obszarach w obrębie przyległych Andów. Niektóre gatunki mają znaczenie w lokalnym ziołolecznictwie. Rodzaj ten stanowi klad bazalny w obrębie rodziny męczennicowatych. W systemach dawniejszych (do końca XX wieku) wyodrębniany był w osobną rodzinę Malesherbiaceae.

## Morfologia
PokrójRzadko rośliny jednoroczne, częściej byliny drewniejące u nasady, półkrzewy i krzewy.
LiścieSkrętoległe. Blaszka liściowa o różnym kształcie – równowąska do owalnej, całobrzega do różnie ząbkowanej, a nawet dzielnej i pierzastozłożonej.
KwiatyPromieniście symetryczne, obupłciowe, zebrane w szczytowy kwiatostan groniasty lub wiechowaty. Okwiat 5-krotny, zróżnicowany na kielich i koronę, ma kształt dzwonkowaty lub rurkowaty. Płatki korony zrośnięte w rurkę, często okazałe, czasem jednak też zredukowane. Pręciki, których jest 5, i słupek zrośnięte są w androgynofor. Zalążnia jest górna, powstaje w wyniku zrośnięcia trzech owocolistków i zwieńczona jest trzema, okazałymi szyjkami.
OwoceTorebki schowane w trwałej rurce kwiatowej.

## Systematyka
Pozycja systematyczna według APweb
Rodzaj należy do monotypowej podrodziny Malesherbioideae Burnett, rodziny męczennicowatych, rzędu malpigiowców (Malpighiales), należącego do kladu różowych w obrębie okrytonasiennych. Wyodrębniany bywał w różnych systemach w randze rodziny Malesherbiaceae D. Don; np. w systemie Cronquista z 1981 i w systemie Takhtajana z 1997, gdzie włączany był do rzędu Violales.
Wykaz gatunków
- Malesherbia angustisecta Harms
- Malesherbia ardens J.F. Macbr.
- Malesherbia arequipensis Ricardi
- Malesherbia auristipulata Ricardi
- Malesherbia campanulata Ricardi
- Malesherbia corallina Munoz, Melica & R. Pinto
- Malesherbia densiflora Phil.
- Malesherbia deserticola Phil.
- Malesherbia haemantha Harms
- Malesherbia lactea Phil.
- Malesherbia lanceolata Ricardi
- Malesherbia linearifolia (Cav.) Pers.
- Malesherbia lirana Gay
- Malesherbia multiflora Ricardi
- Malesherbia paniculata D. Don
- Malesherbia scarlatiflora Gilg
- Malesherbia splendens Ricardi
- Malesherbia tenuifolia D. Don
- Malesherbia tocopillana Ricardi
- Malesherbia tubulosa (Cav.) J. St.-Hil.
- Malesherbia weberbaueri Gilg